# Lindera

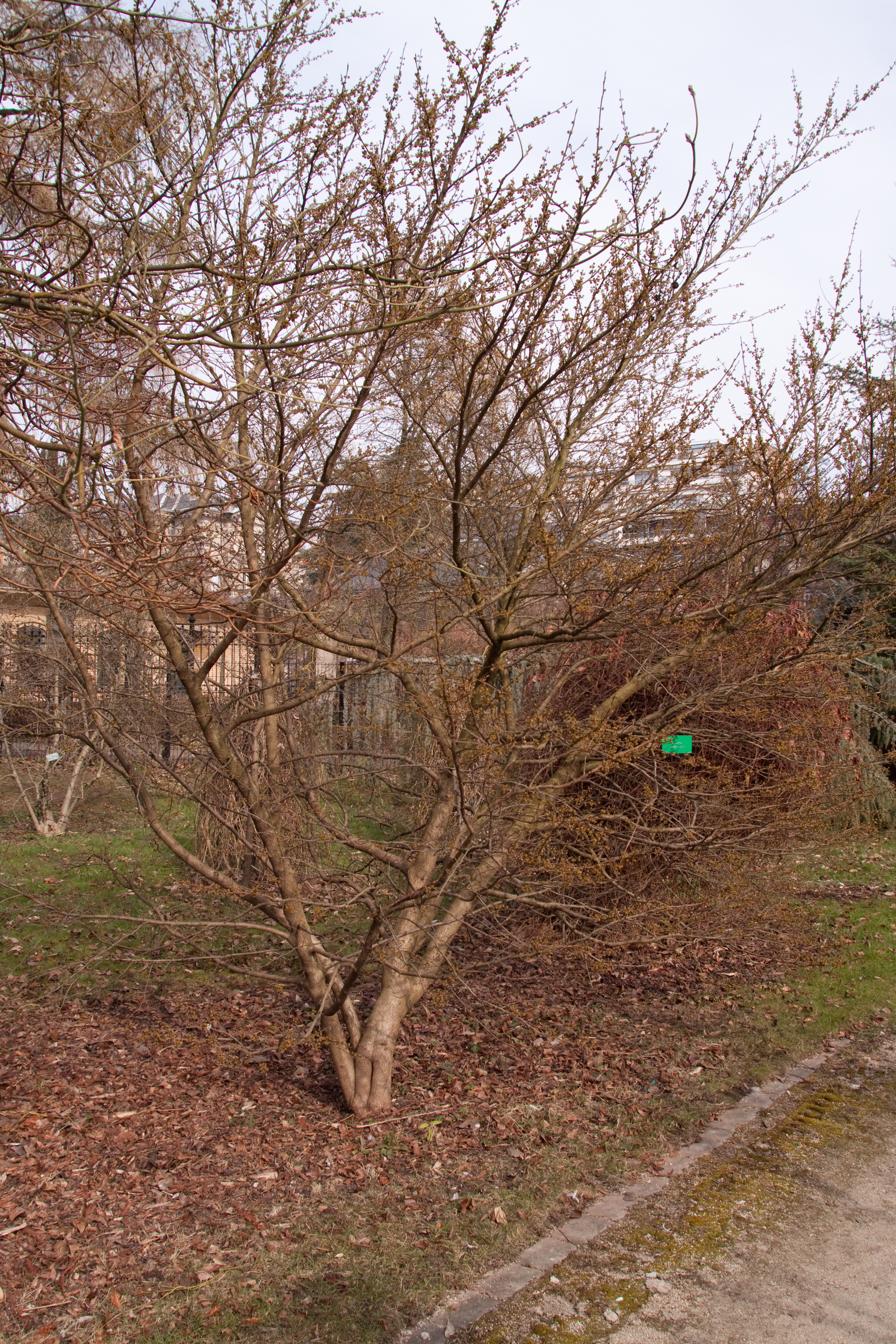
Lindera chienii v předjaří

Lindera (Lindera) je rod nižších dvouděložných rostlin z čeledi vavřínovité (Lauraceae). Starší české jméno je linderovka. Jsou to stálezelené nebo opadavé keře a stromy s jednoduchými aromatickými listy a drobnými žlutými květy. Plody jsou dužnaté bobule nebo peckovice. Rod zahrnuje asi 92 druhů, z nichž převážná většina roste v Asii. Celkem
3 druhy rostou v Severní Americe a 1 v Austrálii.
Některé nejodolnější druhy jsou celkem zřídka pěstovány v českých botanických zahradách a arboretech jako sbírkové rostliny. Severoamerická lindera benzoin a některé asijské druhy mají význam v medicíně.

## Popis
Zástupci rodu Lindera jsou dvoudomé, stálezelené nebo opadavé keře nebo stromy s aromatickými, střídavými nebo vstřícnými listy. Čepel listů je celokrajná, řidčeji trojlaločná, se zpeřenou nebo triplinervní žilnatinou. Květy jsou jednopohlavné, žluté až zelenavě žluté, v úžlabních svazečcích připomínajících okolík a uspořádaných v hroznu. Okvětí je nerozlišené, v počtu 0 až 6 plátků, obvykle opadavé. Samčí květy s 9 (nebo 15) tyčinkami a zakrnělou čnělkou. Samičí květy obsahují jednoplodolistové gyneceum a nejčastěji 9 staminodií. Plodem je červená až fialová bobule nebo peckovice. Plod nasedá na drobnou číšku nebo rovnou na ztlustlou stopku.

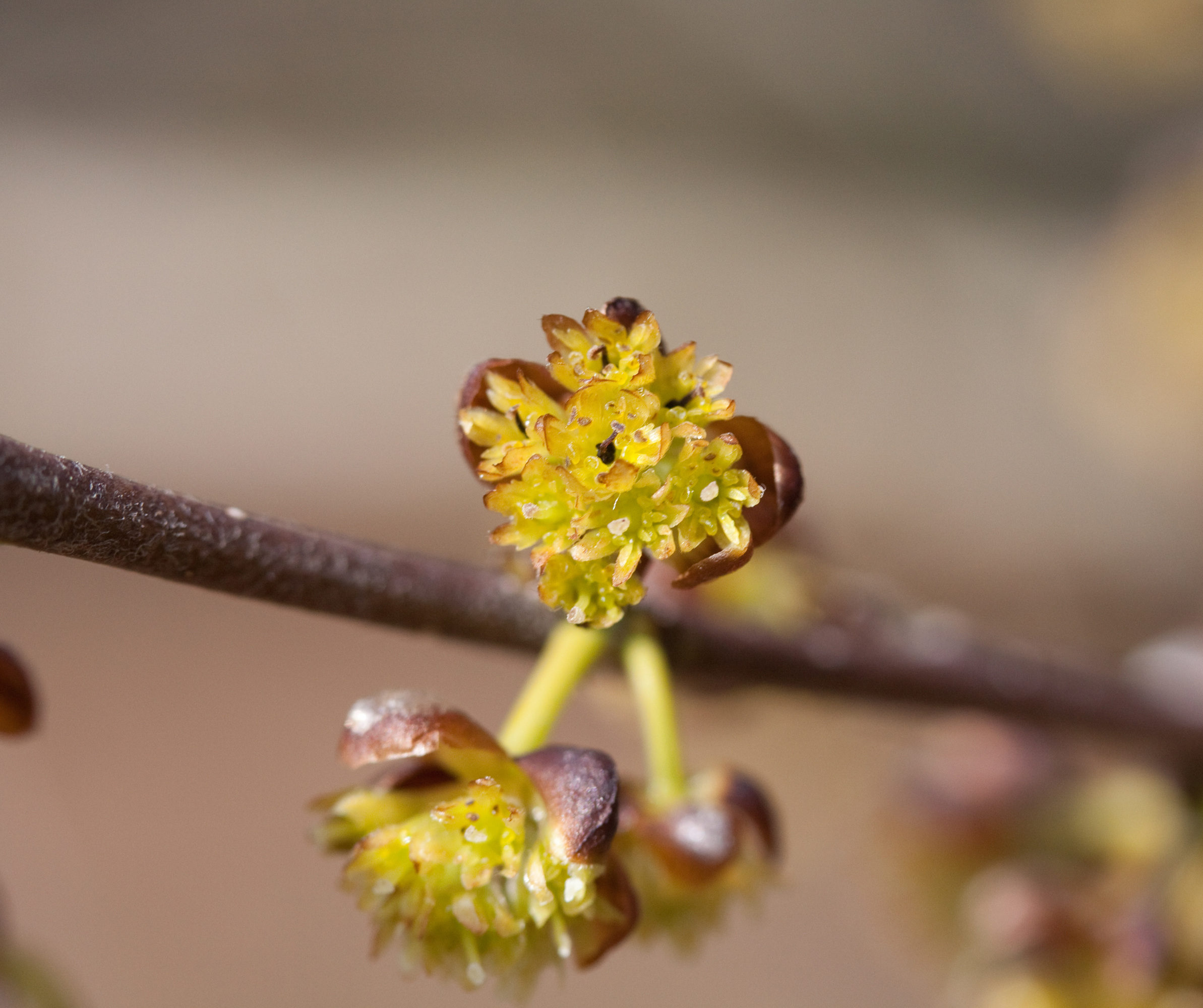
Detail květenství Lindera chienii
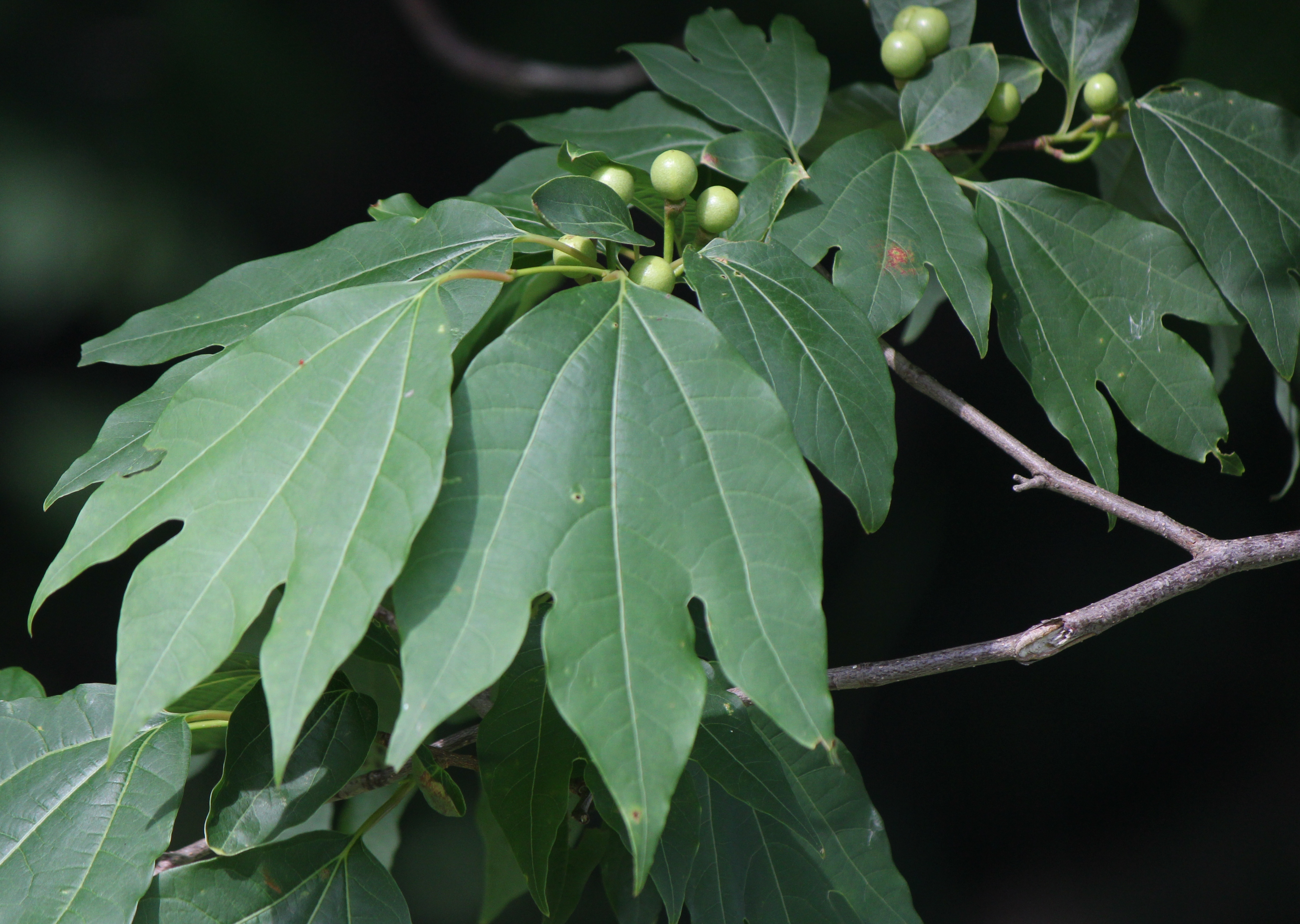
Větévka lindery trojlaločné s nezralými plody
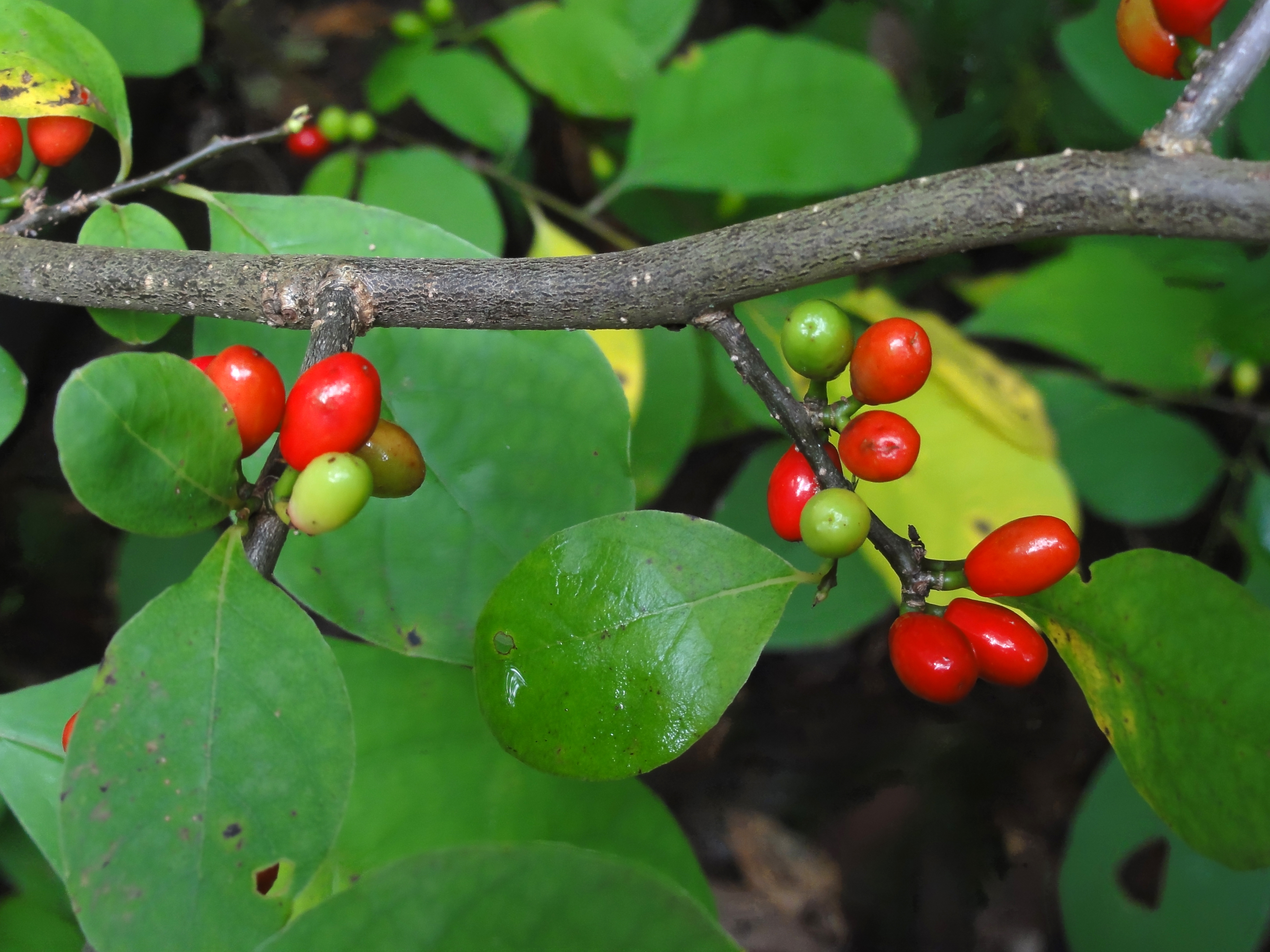
Zralé plody lindery benzoin

## Názvy
Pro druh Lindera benzoin je občas používán český název lindera vonná. Protože je však tento název používán i pro druh Lindera fragrans, je lépe používat pro druh Lindera benzoin název lindera benzoin.

## Rozšíření
Rod zahrnuje asi 92 druhů. Je rozšířen převážně ve východní a jihovýchodní Asii, v menší míře i ve východních oblastech Severní Ameriky a v Austrálii. Areál v Asii sahá od východního Himálaje a jižní Číny po Japonsko a přes Indočínu po některé ostrovy či souostroví jihovýchodní Asie.
Z Číny je uváděno 38 druhů, z toho 23 endemických. V Severní Americe rostou 3 druhy. Největší areál má lindera benzoin, rozšířená od jihovýchodní Kanady až po Texas.
V roce 1989 byl popsán z australského Queenslandu nový druh Lindera queenslandica a areál rodu lindera se tak rozšířil na další kontinent.

## Ekologické interakce
Květy linder obsahují nektar a jsou opylovány hmyzem. Květy lindery benzoin neobyčejně sladce voní.
Semena jsou šířena ptáky, kteří vyhledávají dužnaté plody jako potravu. Na keřích Lindera melissifolia byly pozorovány 2 druhy pěvců konzumující zralé plody. Na šíření semen se nejvíce podílí drozd rezavoocasý, zatímco kardinál červený se živí i semeny a při požírání plodů jich většinu zničí.
Lindery jsou v Severní Americe živnými rostlinami housenek otakárků rodu Papilio (Papilio glaucus, Papilio palamedes, Papilio troilus), martináčů Callosamia promethea a Eacles imperialis a některých drobnějších můr z čeledí bekyňovití a Apatelodidae. V Asii se na nich živí housenky otakárka Graphium sarpedon, martináče Samia cynthia a můr z čeledí píďalkovití a vzpřímenkovití.

## Taxonomie
Rod Lindera v současném pojetí je prokazatelně parafyletický a čeká na taxonomickou revizi.

## Zástupci
- lindera benzoin (Lindera benzoin)
- lindera lesklá (Lindera sericea)
- lindera trojlaločná (Lindera triloba)
- lindera tupolaločná (Lindera obtusiloba)
- lindera úzkolistá (Lindera angustifolia)
- lindera vonná (Lindera fragrans)[2][3][13]

## Význam
Lindery jsou jedni z mála zástupců čeledi vavřínovité, kteří snášejí středoevropské zimy. Lze se s nimi setkat zejména ve sbírkách botanických zahrad a arboret. V České republice jsou nejčastěji pěstovanými druhy severoamerická lindera benzoin a východoasijské druhy lindera tupolaločná a Lindera erythrocarpa.
Jsou to vápnostřežné rostliny se sbírkovým významem.
Některé robustnější asijské druhy (zejména Lindera bibracteata, L. lucida a L. oxyphylla) jsou těženy pro dřevo, které je v Malajsii obchodováno pod názvem medang. Pod tímto názvem se ovšem nabízí i řada druhů z jiných rodů vavřínovitých. Dřevo je poměrně lehké, bělavé, s jemnou strukturou.
Některé druhy mají význam v lékařství.
Čerokíové používali linderu benzoin na léčení celé řady chorob včetně nachlazení, kašle, dyspepsie, chřipky a zvracení. Používaly ji i jiné indiánské kmeny, např. Irokézové.
V asijské medicíně jsou používány kořeny Lindera aggregata na bolesti břicha a hrudníku a na revmatické bolesti. Zralé plody Lindera neesiana vložené mezi zuby ulevují od bolesti zubů. Na zubní bolesti se používá také nálev z větévek Lindera umbellata.
Během Americké války za nezávislost byly plody lindery benzoin používány jako náhrada nového koření a v průběhu Americké občanské války vařili vojáci Konfederace z listů aromatický čaj.